# 阿刀田令造
阿刀田 令造（あとうだ れいぞう、1878年（明治11年）8月7日 - 1947年（昭和22年）5月21日）は、日本の西洋史学者である。宮城県仙台市の（旧制）第二高等学校第9代校長を務めた。

## 経歴
1878年（明治11年）に宮城県名取郡下増田村（現：名取市）で生まれる。父は下増田村初代村長阿刀田義潮（あとうだ よしとも）。宮城県仙台第一中学校（現：宮城県仙台第一高等学校）を卒業して、1902年（明治35年）に（旧制）第二高等学校（現：東北大学）に入る。大学卒業後、さらに東京帝国大学・京都帝国大学法学部に進学した。在学中、西洋学に興味を持った。東京帝大に在学中は真宗大谷派僧侶の近角常観が東京府東京市本郷区で主宰していた求道学舎に寄宿した。
東京帝大・京都帝大卒業後、1910年（明治43年）に（旧制）第二高等学校に教授として務め、1932年（昭和7年）に第9代校長に就任した。学校長は、1943年（昭和18年）まで務めた。学校長に就任中、徹底した教育方針が評価を受け、後代まで名校長と言われた。
学校長在職中、1930年（昭和5年）に「仙台郷土研究会」を地元の宮城県で創設した。学校長を辞めた3年後の1946年（昭和21年）には、仙台市公民館館長となった。だが、館長となった1年後の1947年（昭和22年）にこの世を去った。

## 係累
次男の阿刀田研二は生物学者で、二高教授・東北大学教授を経て1975年に東北大学名誉教授となった。阿刀田研二の妻は佐藤市郎の長女で、岸信介・佐藤栄作兄弟の姪。三男の阿刀田徹三は無機固体化学専攻の化学者で、関東学院大学教授を経て神奈川大学教授。その長男である阿刀田央一は東京農工大学教授。令造の娘婿に工学者で名古屋工業大学学長の佐藤知雄、原子物理学者で新潟大学教授の彦坂忠義がいる。孫に彦坂諦、彦坂正道がいる。作家の阿刀田高は甥。

## 著書
- 『西洋歴史講義』啓成社 1906－07
- 『世界史評論』興文社 1919
- 『西洋史概説』六合館 1925
- 『西洋史論』文修堂書店 1928
- 『郷土誌漫筆』仙台郷土研究会出版部 1936
- 『二高を語る』第二高等学校共済部 1937
- 『郷土ものと紀行』仙台郷土研究会 1939
- 『仙台城下絵図の研究』斎藤報恩会 c1937
- 『郷土人として』仙台郷土研究会出版部 1940
- 『続・郷土人として』仙台郷土研究会出版部 1940
- 『続々　郷土人として』仙台郷土研究会出版部 1943
- 『郷土の飢饉もの』編　仙台郷土研究会出版部 1943
- 『郷土飢饉の研究』仙台郷土研究会 1948
- 『郷土誌漫筆』歴史図書社 1977

## 資料
- 東北大学史料館（宮城県仙台市青葉区片平2-1-1）において「阿刀田令造文書」(日誌、手帳、自筆原稿等）が保存・公開されている